# Calligrapha philadelphica
Espèce
Le Calligraphe ligné du cornouiller (Calligrapha philadelphica), en anglais : Dogwood calligrapha, dogwood leaf beetle est un Coléoptère de la famille des Chrysomelidae, un insecte phytophage qui vit dans les boisés et près des lisières qui longent les forêts des régions tempérées de l'Est de l'Amérique du Nord. Il peut atteindre de 8 à 10 mm de long.

## Description
Sa livrée est corail, à macules noires légèrement variables. Sa tête est évasée et aplatie au niveau des pièces buccales. Ses élytres sont maculés au centre d'une fine bande rouge foncé. Ses flancs sont abondamment maculés de points noirs, parfois ornés de quelques bandes noires, ou des chevrons noirs au haut et points noirs épars.

## Cycles
Il se rencontre du mois de mai jusqu'en août.

## Alimentation
Il se nourrit notamment du Cornouiller, de l'Orme, du Tilleul.

## Galerie

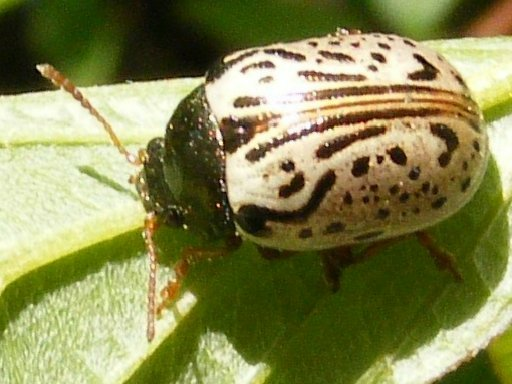
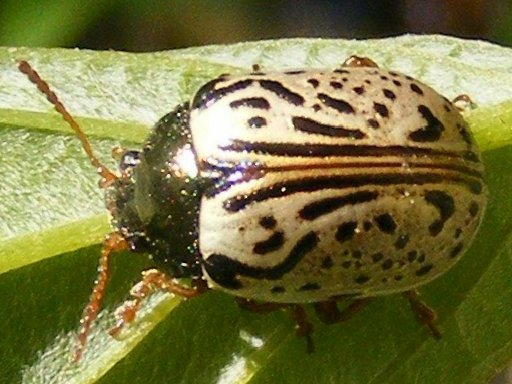
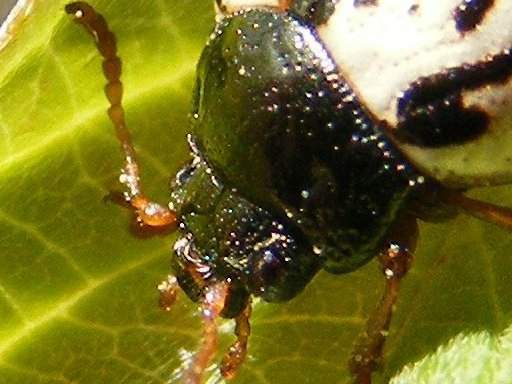